# Íhor Belánov
Íhor Ivánovich Belánov (en ucraniano: Ігор Іванович Бєланов; Odesa, Unión Soviética, 25 de septiembre de 1960) es un exfutbolista ucraniano que ganó el Balón de Oro como mejor jugador europeo del año 1986.

## Trayectoria
Belánov nació el 25 de septiembre de 1960 en Odesa, en la RSS de Ucrania de la Unión Soviética.
Jugó para el SKA Odesa (1979-80), FC Chernomorets Odesa (1981-84) y Dinamo de Kiev 
(1985-89), con que ganó la Recopa de Europa en 1986.
En 1989 se marchó a Alemania para jugar en el Borussia Mönchengladbach. En 24 encuentros anotó 4 goles y no obtuvo el reconocimiento esperado. 
Así, en 1991 fichó por el Eintracht Brunswick un equipo de la 2ª división alemana. 
En 1995 volvió a su país, jugando en el FC Chernomórets Odesa y después en el Metalurg Mariúpol donde terminó su carrera en 1997.
Con la selección de la Unión Soviética jugó un total de 33 encuentros en los que anotó 8 goles. Participó en la Copa Mundial de Fútbol 1986 en México, siendo el mejor jugador soviético anotando 4 dianas. Anotó un gol en la primera fase, en la victoria 6-0 sobre Hungría y un triplete (3 goles) en octavos de final contra Bélgica, en un memorable partido que fue derrota soviética por 4-3.

### Participaciones en Copas del Mundo
| Mundial                        | Sede   | Resultado        | PJ | Goles |
| ------------------------------ | ------ | ---------------- | -- | ----- |
| Copa Mundial de Fútbol de 1986 | México | Octavos de final | 4  | 4     |

## Clubes
| Club                     | País                    | Año                     | Goles |
| ------------------------ | ----------------------- | ----------------------- | ----- |
| SC Odesa                 | URSS                    | 1979-1980               | 16    |
| FC Chernomórets Odesa    | URSS                    | 1981-1984               | 26    |
| FC Dinamo de Kiev        | URSS                    | 1985-1989               | 54    |
| Borussia Mönchengladbach | Alemania Occidental     | 1989-1990               | 5     |
| Eintracht Brunswick      | Alemania                | 1991-1995               | 28    |
| FC Chernomórets Odesa    | Ucrania                 | 1995-1996               | 1     |
| Metalurg Mariúpol        | Ucrania                 | 1996-1997               | 4     |
| Total carrera 1979-1997  | Total carrera 1979-1997 | Total carrera 1979-1997 | 134   |